# Barju
Barju (in nepalese: वर्जु गाउँपालिका) è una municipalità del Nepal, situata nel distretto di Sunsari.
La municipalità è stata costituita nel 2015 unendo gli ex-Comitati per lo sviluppo dei villaggi (VDC) di Ramganj Belgachhi, Amaduwa, Amahibelaha e Chimdi.